# KDT Nacional Sporting Club
Maillots
Dernière mise à jour : 25 juillet 2020.
Le KDT Nacional Sporting Club, plus couramment abrégé en KDT Nacional, est un club péruvien de football basé dans la ville de Callao. 

## Histoire
Fondé en 1931, le KDT Nacional se distingue dans les années 1960 en remportant deux fois le championnat du Pérou de 2e division (1961 et 1967). Cela lui donne l’occasion de jouer en 1re division à cinq reprises durant cette décennie. Sa dernière participation au sein de l’élite en 1969 ne reste pas dans les annales – il n’y obtient qu’une seule victoire en 13 journées – et le club redescend en D2.
Incapable de se maintenir en 2e division, le KDT Nacional déambule dans les divisions inférieures de 1971 à 2003, année où il disparaît de la circulation. Le club est réactivé en 2013 et joue depuis en ligue de district à Callao.

## Résultats sportifs

### Palmarès
| Compétitions nationales                                                                    | Compétitions régionales |
| - Championnat du Pérou D2 (2) : - Champion : 1961 et 1967. - Vice-champion : 1954 et 1959. | - Liga Regional de Lima y Callao (1) : - Vainqueur : 1950. - Finaliste : 1946 et 1947. - Liga Departamental de Callao (1) : - Vainqueur : 1987. |

### Bilan et records
- Saisons au sein du championnat du Pérou : 5 (1962-1964 / 1968-1969).
- Saisons au sein du championnat du Pérou D2 : 15 (1951-1961 / 1965-1967 / 1970).

## Personnalités historiques du club

### Joueurs

#### Grands noms
- Luis Calderón
- Tomás Iwasaki
- Manuel Mayorga
- Julio Meléndez
- Lorenzo Pacheco

### Entraîneurs
- Carlos Torres Morales (1953-1955)
- Alejandro Heredia (1958)
- Alberto Baldovino (1959)
- Juan Bulnes Pérez (1960)
- Alejandro Heredia[6] (1962)
- Julio Meléndez (1962)
- José Chiarella[7] (1963)
- César Brush (1964)
- Segundo Castillo Varela (1964)
- Lorenzo Pacheco (1966)
- Segundo Castillo Varela (1967)
- Roberto Reynoso[4] (1968-1969)
- Juan Carlos Rodríguez[8] (2013-2015)
- Sergio Garretón (2016)
- Diego Delgado (2016)